# Squalus uyato
Squalus uyato är en hajart som beskrevs av Rafinesque 1810. Squalus uyato ingår i släktet Squalus och familjen pigghajar. Inga underarter finns listade i Catalogue of Life.